# Sandalomenia papilligera
Sandalomenia papilligera is een Solenogastressoort uit de familie van de Sandalomeniidae. De wetenschappelijke naam van de soort is voor het eerst geldig gepubliceerd in 1913 door Thiele.